# Genotoxicidad

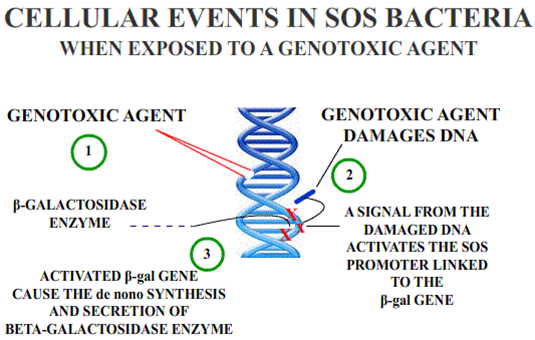
Daños genotóxicos

La genotoxicidad es la capacidad para causar daño al material genético por agentes físicos, químicos o biológicos; el daño en el material genético incluye no sólo al ADN, sino también a todos aquellos componentes celulares que se encuentran relacionados con la funcionalidad y comportamiento de los cromosomas dentro de la célula. Ejemplos de esto último son las proteínas que intervienen en la reparación, condensación y descondensación del ADN en los cromosomas, u otras estructuras como el huso mitótico, responsable de la distribución de los cromosomas durante la división celular. Este daño puede ser de tipo mutágeno o carcinógeno.
Los genotóxicos son agentes físicos (temperatura, luz ultravioleta, radiaciones ionizantes, radiaciones electromagnéticas, etc.) o productos químicos (agentes alquilantes, acridina, oxidantes, agentes redox, epóxidos alifáticos, etc) capaces de alterar la información genética celular.

## Mecanismos de genotoxicidad
Las sustancias genotóxicas pueden unirse directamente al ADN o actuar indirectamente mediante la afectación de las enzimas involucradas en la replicación del ADN y causando, en consecuencia, mutaciones que pueden o no desembocar en un proceso canceroso.
Los mutágenos y carcinógenos genotóxicos son compuestos electrófilos muy reactivos y con gran afinidad por el ADN, como los derivados de compuestos orgánicos nitrogenados o halogenados, epóxidos, lactonas o compuestos inorgánicos de níquel, cromo, uranio, etc.
Los genotóxicos pueden provocar mutaciones por cambios en algunos nucleótidos debidos a:
- Sustituciones en las bases: purinas por otras purinas, pirimidinas por otras pirimidinas o purinas por pirimidinas o viceversa.[5]
- Sustitución de una base por una sustancia análoga originando un nucleótido inútil para la duplicación.
- Alteración química de las bases mediante oxidación, desaminación…
- Alquilación de la molécula del ADN incorporando grupos químicos a las bases, mediante enlaces covalentes, formando lo que se conocen como aductos.[4][5]
- Desfases que consisten en la adición o deleción de bases, modificando la pauta de lectura.

También, pueden provocar aberraciones cromosómicas como:
- Lesiones cromosómicas por rotura, deleción, intercambio o reorganización del material cromosómico y translocaciones.
- Cambio en el número de cromosomas.[7]

Tras la lesión producida en el ADN, la célula puede sufrir tres procesos:
- Impedimento de la replicación produciendo la muerte por apoptosis.
- Replicación con nucleótidos alterados, o con errores en la replicación del ADN, es decir, se trasmite una mutación.[4] Esta mutación puede ocurrir en una célula somática dando por ejemplo un proceso canceroso o malformaciones congénitas en el recién nacido; o en una célula germinal produciendo una enfermedad hereditaria o generando en el individuo una mayor susceptibilidad de contraer determinadas enfermedades.[4][5]
- Reparación del daño en la molécula de ADN evitándose la mutación.[9]

En cuanto a los carcinógenos genotóxicos, actúan como iniciadores del proceso de carcinogénesis. Ésta comienza con una mutación en una sola célula pudiendo ser: a nivel del metabolismo del xenobiótico, haciendo que una sustancia procancerígena se convierta en cancerígena; en la reparación del ADN, dificultándola o impidiéndola; y/o estimulando la proliferación celular. Este proceso se conoce como iniciación.
Suelen ser sustancias químicas, como compuestos alquilantes (mostazas nitrogenadas), especies reactivas de oxígeno, aflatoxinas, productos de combustión, nitrosaminas, etc. Su mecanismo de acción está basado en la formación de enlaces covalentes con el nitrógeno 7 de la guanina (aducto), produciéndose una mutación irreversible. Algunas características de ellos son:
- Activos a todas las dosis, no hay una dosis mínima umbral a partir de la cual se aprecie un efecto.[7]
- Presentan una correlación estructura-actividad, pudiéndose detectar mediante ensayos experimentales.[7][9]
- La mayoría se clasifican como procarcinógenos, es decir, requieren una biotransformación para reaccionar con el ADN, la cual se puede producir tanto en la Fase I como en la Fase II del metabolismo. Aquí podemos encontrar: hidrocarburos aromáticos policíclicos, aminas aromáticas, micotoxinas, etc.[4]

No hay que olvidar que no todos los cancerígenos son genotóxicos, los hay también no genotóxicos y además, aunque todos los cancerígenos genotóxicos son mutágenos, no todos los mutágenos son cancerígenos.

## Evaluación de la genotoxicidad
Los ensayos de genotoxicidad están diseñados para detectar compuestos que inducen de manera directa o indirecta daño en el material genético por diferentes mecanismos, siendo un requisito fundamental la evaluación mutagénica para la caracterización toxicológica de un producto químico. El estudio de las mutaciones genéticas se lleva a cabo mediante diferentes ensayos in vitro e in vivo, de complejidad variable, según el mecanismo biológico que vayamos a analizar. En la actualidad, no existe un único test de mutagenesis capaz de detectar por sí solo todo tipo de mutación, por ello, las agencias reguladoras exigen una batería de estudios de genotoxicidad antes de la autorización para realizar ensayos clínicos de Fase I con un nuevo compuesto. Se pueden realizar diferentes ensayos in vitro o in vivo.

### Ensayosin vitro
Se emplean para tratar de establecer la potencia de un compuesto para provocar un efecto mutagénico, el cual habría que tratar de confirmarlo mediante ensayos in vivo. Algunos de los principales ensayos utilizados son:
- Test de Ames (OCDE GT 471): es el ensayo de reversión de la mutación en Salmonella typhimurium, que tiene que hacerse tanto en presencia como en ausencia de un activador metabólico. Si el compuesto es mutagénico, la célula puede sintetizar histidina y crecer en un medio deficiente en histidina.[11][12] Existen adaptaciones del test de Ames para Escherichia coli y Saccharomyces cerevisiae.[4]

- Ensayo de aberraciones cromosómicas en mamíferos (OCDE GT 473): tiene por objeto detectar agentes que provocan aberraciones cromosómicas estructurales en células de mamífero en cultivo. Se exponen los cultivos celulares a la sustancia de ensayo, con y sin activación metabólica, tras lo cual se tratan a intervalos preestablecidos con una sustancia que detenga la división celular en la metafase. Se recolectan las células, se tiñen y se observan al microscopio aquellas que se encuentren en la metafase con el fin de detectar la presencia de aberraciones cromosómicas.[12][13]

- Ensayo Cometa o técnica de electroforesis unicelular. La prueba del cometa es una herramienta muy útil para detectar el efecto genotóxico inducido por agentes químicos, físicos o biológicos, sobre las células de un ser vivo. Se basa en una electroforesis en gel de células individuales que permite cuantificar de forma sensible y rápida el daño en el ADN celular. Las células con un incremento en su ADN dañado presentan una mayor migración del ADN hacia el ánodo o bien, una mayor intensidad de fluorescencia con respecto a las células normales.[10][14]

### Ensayosin vivo
Se emplean para investigar el daño citogenético.
El ensayo de micronúcleos en eritrocitos de mamíferos (OCDE GT 474) tiene por objeto determinar las sustancias que ocasionan lesiones citogenéticas que dan lugar a la formación de micronúcleos con fragmentos de cromosomas o cromosomas enteros, que por un agente externo, van a quedar fuera del núcleo durante la mitosis. Se exponen los animales a la sustancia de ensayo por una vía adecuada, trabajando además con un grupo control. Si se utiliza médula ósea, se sacrifican los animales a intervalos apropiados tras el tratamiento, se extrae la médula ósea, se preparan los portaobjetos y se tiñen. Si se emplea sangre periférica, se extrae a intervalos apropiados tras el tratamiento, se preparan frotis y se tiñen. En los estudios con sangre periférica las células deben recolectarse lo antes posible después de la última exposición. Se analizan las preparaciones para detectar la presencia de micronúcleos.
El ensayo citogenético in vivo (OCDE GT 475), es un ensayo de mutagenicidad a corto plazo, de gran sensibilidad, útil para detectar fundamentalmente aberraciones cromosómicas estructurales en condiciones que involucran la respuesta in vivo, y que pueden variar según la especie y el tejido. Generalmente se evalúan durante la primera mitosis consecutiva al tratamiento. Con los mutágenos químicos, la mayor parte de las aberraciones inducidas son de tipo cromatídico. En este método, se utilizan células de médula ósea de mamíferos expuestos, por vías apropiadas, a las sustancias de ensayo y sacrificados a intervalos sucesivos. El tejido diana es la médula ósea por estar más vascularizado y por contener una población de células de ciclo muy corto las cuales pueden aislarse y tratarse con facilidad.